# Serrageralparakit
Serrageralparakit (Pyrrhura pfrimeri) är en starkt utrotningshotad papegojfågel som enbart förekommer i Brasilien.

## Utseende
Serrageralparakit är en 23 cm lång och övervägande grön parakit. Den har blått inslag i vingen samt rödbrunt på övergump, stjärt och buk. På bröst och buk syns mörkgrön fjällning. Ansiktet är kastanjerött medan hjässan och nacken är matt blå.

## Utbredning och status
Fågeln förekommer enbart i centrala Brasilien (delstaten Goiás). IUCN kategoriserar arten som starkt hotad.

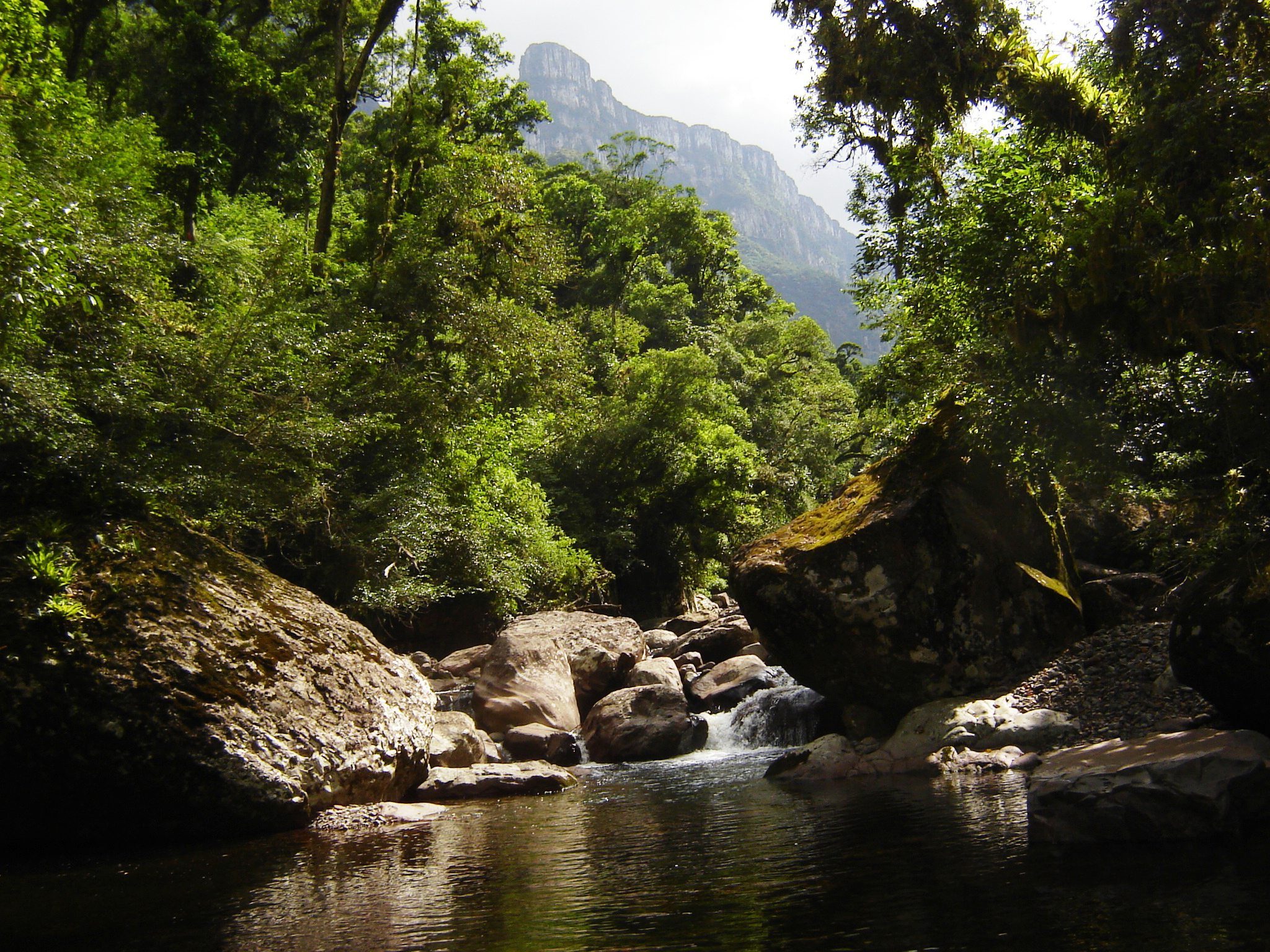
Arten förekommer endast kring bergsområdet Serra Geral i centrala Brasilien.

## Namn
Fågelns vetenskapliga artnamn hedrar Rudolf Pfrimer (1885-1954), brasiliansk samlare av specimen. Tidigare kallades den pfrimerparakit även på svenska, men justerades 2023 till ett mer informativt namn av BirdLife Sveriges taxonomikommitté. Serra Geral är namnet på en bergskedja i södra Brasilien där arten förekommer.